# Bring Her Back
Bring Her Back is een Australische horrorfilm uit 2025, geregisseerd door Danny en Michael Philippou. De hoofdrollen worden vertolkt door Billy Barratt, Sora Wong en Sally Hawkins.

## Verhaal
Een broer en zus komen bij een nieuwe pleegmoeder terecht in een afgelegen huis. Maar hun voogd blijkt duistere geheimen te verbergen en ze ontdekken een angstaanjagend ritueel.

## Rolverdeling
| Acteur              | Personage |
| ------------------- | --------- |
| Billy Barratt       | Andy      |
| Sora Wong           | Piper     |
| Sally Hawkins       | Laura     |
| Stephen Phillips    | Phil      |
| Jonah Wren-Phillips |           |
| Sally-Anne Upton    |           |

## Productie
In april 2024 werd aangekondigd dat Danny en Michael Philippou bezig waren met de productie van een nieuwe horrorfilm, na hun debuutfilm Talk to Me uit 2022, geproduceerd door Samantha Jennings en Kristina Ceyton van Causeway Films samen met RackaRacka en met financiering van de South Australian Film Corporation en Salmira Productions. Het script werd geschreven door Danny Philippou en Bill Hinzman. Sony Pictures Worldwide Acquisitions verwierf de internationale distributierechten, met uitzondering van Canada, China, Japan en Rusland. A24 behield de binnenlandse rechten.

### Filmopnames
De filmopnames gingen in juni 2024 van start. De gebroeders Philippou keerden terug naar hun thuisstaat Zuid-Australië om te filmen in Adelaide en de omliggende gebieden. De filmopnames werden na 41 dagen afgerond.

## Release en ontvangst
Bring Her Back ging op 28 mei 2025 in première in België. De film ging op 29 mei in première in Australië en de volgende dag in de Amerikaanse bioscopen. De film kreeg overwegend positieve kritieken van de filmcritici, met een score van 89% op Rotten Tomatoes, gebaseerd op 150 beoordelingen.

### Kassaopbrengsten
Bring Her Back ging op 30 mei 2025 in de Amerikaanse bioscopen in première naast Karate Kid: Legends met de verwachting van een bruto-opbrengst in het openingsweekend van 5 à 7 miljoen Amerikaanse dollars in 2449 bioscopen. De film bracht uiteindelijk 7,1 miljoen dollar op in zijn openingsweekend en eindigde daarmee op de vijfde plaats aan de kassa. Op 1 juni 2025 had de film, samen met de opbrengst van 1 miljoen dollar in de andere gebieden, een totale opbrengst van 8,1 miljoen dollar.